# Gare de Vienne
Gare de Vienne vasútállomás Franciaországban, Vienne településen.

## Vasútvonalak
Az állomást az alábbi vasútvonalak érintik:
- Párizs–Marseille-vasútvonal

## Kapcsolódó állomások
A vasútállomáshoz az alábbi állomások vannak a legközelebb:
- Gare de Lyon-Part-Dieu
- Gare de Saint-Clair - Les Roches
- Gare d’Estressin